# تذکرة اللبیت و نزهة الادیب
تذکره اللبیت و نزهه الادیب، تألیف محمد بن مکرم که نویسنده آن از نویسندگان دربار منصور قلاوون بود که بسیاری از اسناد سیاسی جنگ‌های صلیبی رادر این کتاب جمع‌آوری کرده‌است.